# サケ科

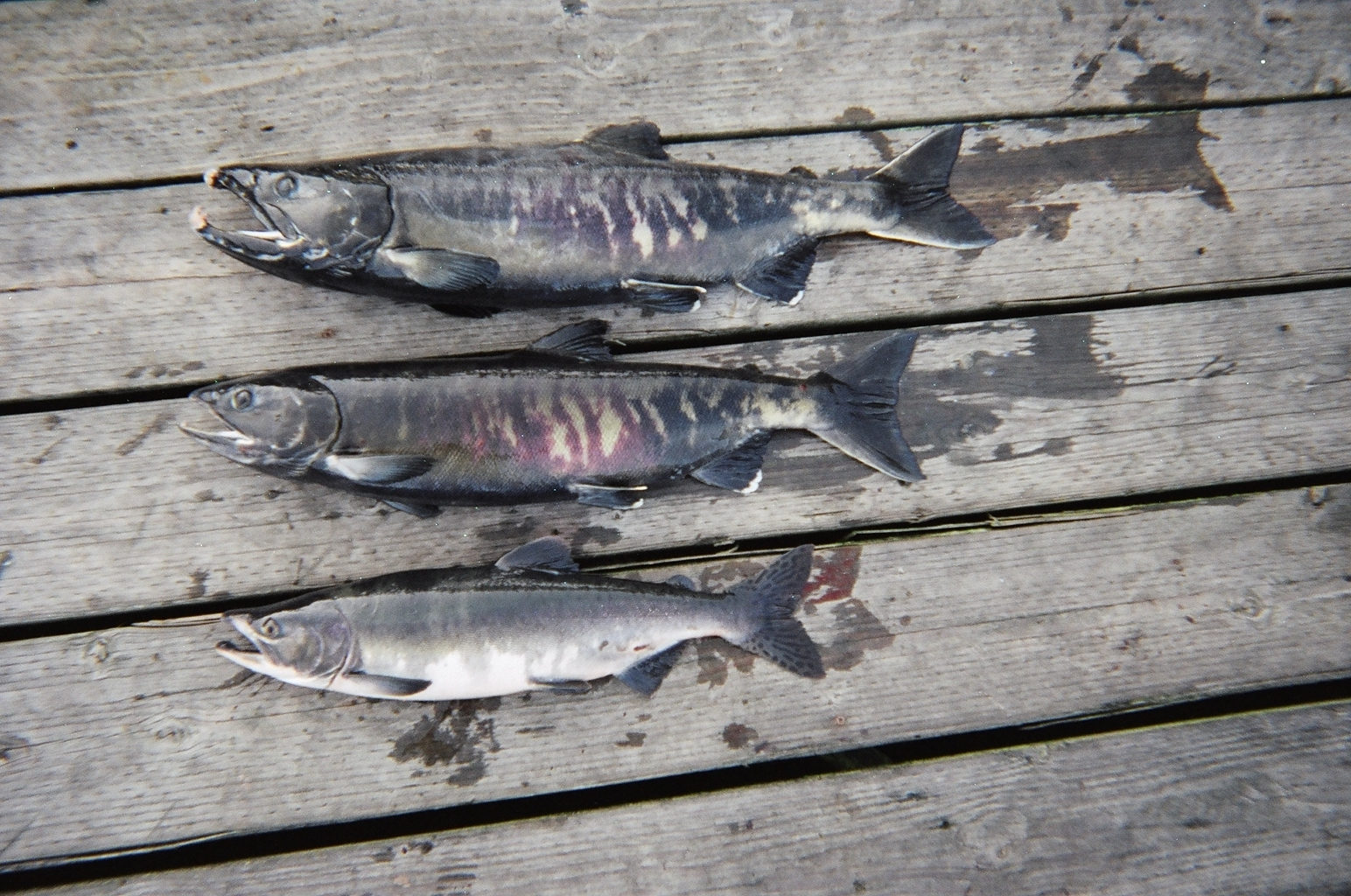
産卵期に他のオスとの争いや河川への遡上で傷だらけになり、皮が白く変色し、背と腹の肉の一部がむき出しになったサケ（シロザケ）のオス（上）

サケ科（サケか、Salmonidae）は、魚類の分類の一つで、サケ目の唯一の科である。サケ、マス、イワナなどを含む。

## 分類
サケ科（Salmonidae）はカワヒメマス亜科（Thymallinae）、シロマス亜科（Coregoninae）、サケ亜科（Salmoninae）の3亜科で構成される。資料によってはシロマス亜科はコクチマス亜科と表記されている。またカワヒメマス亜科、シロマス亜科、サケ亜科にアムールマス亜科を加えて4亜科とする資料もある。
属は、『サケマス・イワナのわかる本』では、カワヒメマス亜科にカワヒメマス属（Thymallus）の1属、シロマス亜科にプロソピウム属（Prosopium）、ステノドゥス属（Stenodus）、シロマス属（Coregonus）の3属、サケ亜科にコクチマス属（Brachymystax）、ニシイトウ属（Hucho）、イトウ属（Parahucho）、イワナ属（Salvelinus）、タイセイヨウサケ属（Salmo）、サケ属（Oncorhynchus）の6属の、計10属が記載されている。FishBaseでは、上記の10属にサルベティムス属（Salvethymus）を追加した11属となっている。
種については、ネルソン（2006年）では66種としていたが、その2016年の改訂版では223種としている。FishBaseでは226種となっている。

### カワヒメマス亜科
カワヒメマス亜科（Thymallinae）はカワヒメマス属 (Thymallus）の1属のみで、英名ではGraylingsと言い、ユーラシアと北アメリカの40度以北に十数種類が分布している。
カワヒメマス属には、キタカワヒメマス（Thymallus arcticus、英名：Arctic grayling）、ウオノハナ（Thymallus grubii、英名：Amur grayling）、ホンカワヒメマス（Thymallus thymallus、英名：Grayling）、チョウセンウオノハナ（Thymallus yaluensis 、英名：Yalu grayling）などがいる。

### シロマス亜科
シロマス亜科（Coregoninae）はステノドゥス属（Stenodus）、プロソピウム属（Prosopium）、シロマス属（Coregonus）の3属よりなる。
日本にはシロマス属のみ移植されている。シロマス属には、ホワイトフィッシュ、シナノユキマス、アイヅユキマス、オームリなどがいる。

### サケ亜科
サケ亜科（Salmoninae）はユーラシア大陸と北アメリカの中・高緯度に分布し、コクチマス属（Brachymystax）、ニシイトウ属（Hucho）、イトウ属（Parahucho）、イワナ属（Salvelinus）、タイセイヨウサケ属（Salmo）、サケ属（Oncorhynchus）などがある。
コクチマス属には、Brachymystax lenok、Brachymystax tumensis、Brachymystax savinoviの3種がいる。
ニシイトウ属には、ドナウイトウ（Hucho hucho）、アムールイトウ（Hucho taimen）、チョウコウイトウ（Hucho bleekeri）、Hucho ishikawaeの4種がいる。
イトウ属には、イトウの1種がいる。
イワナ属は、日本には7種・亜種が棲息しており、2種は北米からの移植となる。
タイセイヨウサケ属には、タイセイヨウサケ、ブラウントラウトなどがいる。 
サケ属には、サケ（シロザケ）、ギンザケ、サクラマス、ニジマス、ベニザケ、ビワマス、マスノスケ、カラフトマス、クニマス、アパッチトラウト（Oncorhynchus apache、英名：Apache trout）、ゴールデントラウト（Oncorhynchus aguabonita、英名：Golden trout）、メキシカンゴールデントラウト（Oncorhynchus chrysogaster、英名：Mexican golden trout）、ノドキレマス（Oncorhynchus clarkii、英名：Cutthroat trout）、ギラトラウト（Oncorhynchus gilae、英名：Gila trout）などがいる。

## 語源
サケの語源には諸説ある。
- アイヌ語で「夏の食べ物」を意味する「サクイベ」「シャクンベ」が訛ったとされるもの。
- 肉に筋があるため「裂け」やすいことから転じたとされるもの。
- 肉の色が赤いため、「酒」に酔ったようにみえる、もしくは「朱」（アケ）の色であることから。

平安初期に編纂された現存する日本最古の漢和辞書『新撰字鏡（しんせんじきょう）』（898〜901）で既に「鮭」という名称が記述されている一方、「しゃけ」という名称が出てくるのは、江戸後期の『喰物生類むり問答』（1833〜44）であるので、蝦夷地との交易で「シャケ」と訛った名称が本土の交易地（主として江戸）でも広まり、鮭とシャケの呼び名の語源は別だとする意見もある。

## サケ科魚類の起源

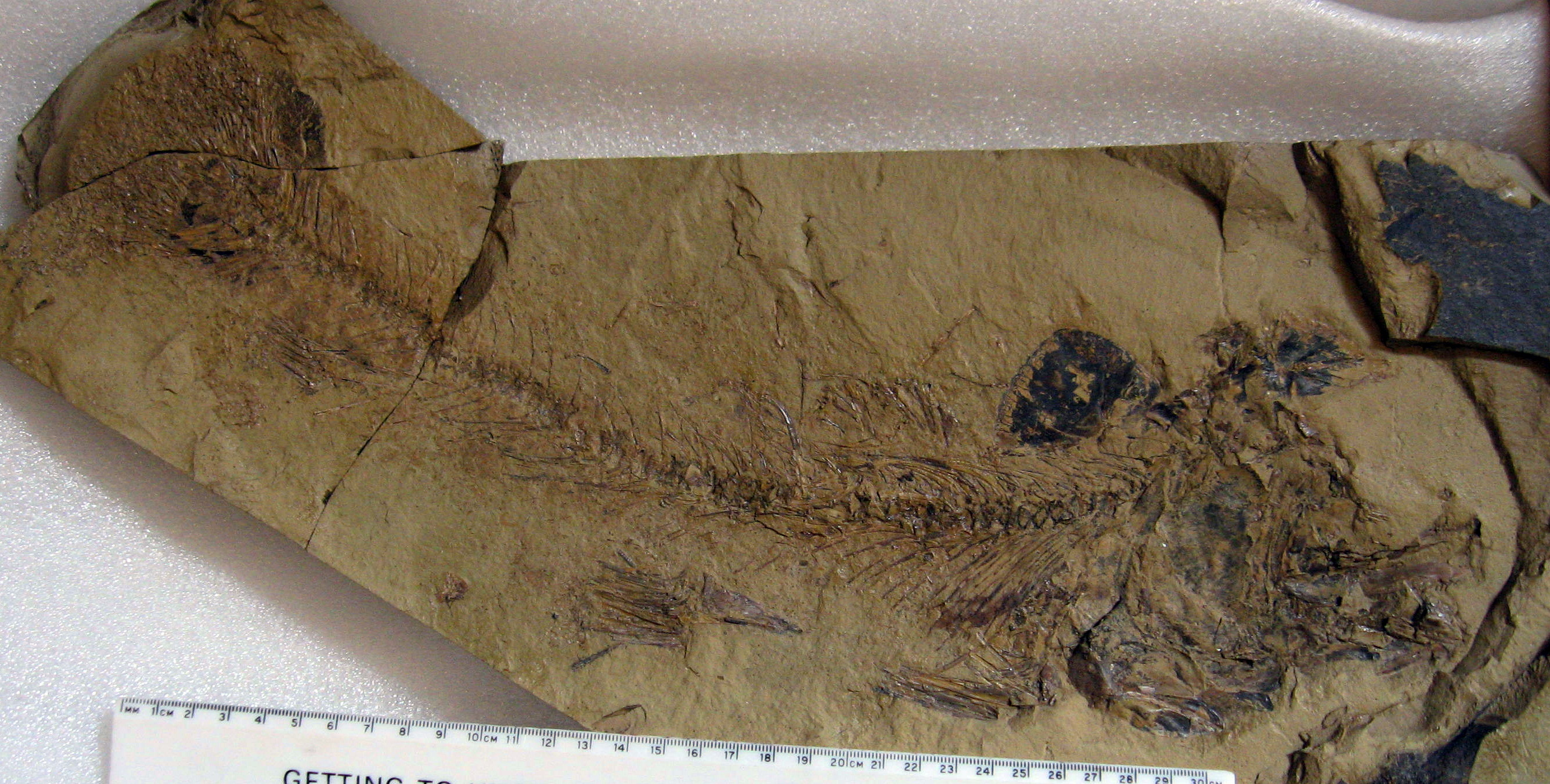
サケ科魚類の化石

硬骨魚類の魚の中では比較的原始的な外観を持つ。サケ科魚類の最初の化石は、ブリティッシュコロンビアの中間始新世地層で発見されているが、この化石が進化のどの段階にあるのかは分かっていない。
環太平洋で日本(16集団)、ロシア(10集団)、北米(21集団)、韓国(1集団)の計48集団のミトコンドリアDNA(mDNA)を解析した結果、塩基配列中の変異(30種ハプロタイプ)を分類し大きく3つのグループに分けることが出来た、また、遺伝的な多様性は日本が最も多く次いでロシア、北米の順であった。この結果から、広義サケ属「シロザケ」は古日本海を起源として、ロシアから北米へと分布範囲を広げていったと考えられる。Neaveによる研究でサケ属は東アジアを起源としているが、mDNAの解析結果もアジア起源を強く示唆している。より進化した種(シロザケやカラフトマス)ほど長距離の回遊を行っていると考えられる。

## 生活史
一般的にサケは川で産まれ海に下る。海で数年かけて大きくなり、また産まれた川に戻り（母川回帰）産卵した後死亡する。魚種によって回帰性には差があり、マスノスケ、ベニザケは回帰性が強いとされ支流まで突き止め遡上するが、シロザケやカラフトマスは回帰性が比較的弱く川を間違え遡上し「迷子ザケ」となる。回帰性があるため、同じ魚種でも母川あるいは海域で遺伝的特性が異なる。多くの種は一度の産卵活動で息絶えるが、ニジマス、イワナ、イトウなどでは数年に渡り複数回の産卵活動に参加する。シロザケなどでは孵化・浮上後直ちに降海するが、サクラマス、ベニザケ、マスノスケ、ギンザケなどでは一定期間を淡水で過ごし、ある程度成長した個体がスモルト化すると降海し海洋生活を送る。降海の目的は海洋の豊富な餌を捕食することで、より大きな体となり淡水で成熟した個体より多くの卵を産卵することにある。つまり、海洋での生活は必須ではなく淡水でも成熟し繁殖活動を行う。従って、通常は降海する魚種でも何らかの原因で陸封（河川残留）された場合は、淡水中でも成熟し産卵を行う。

### 孵化・浮上

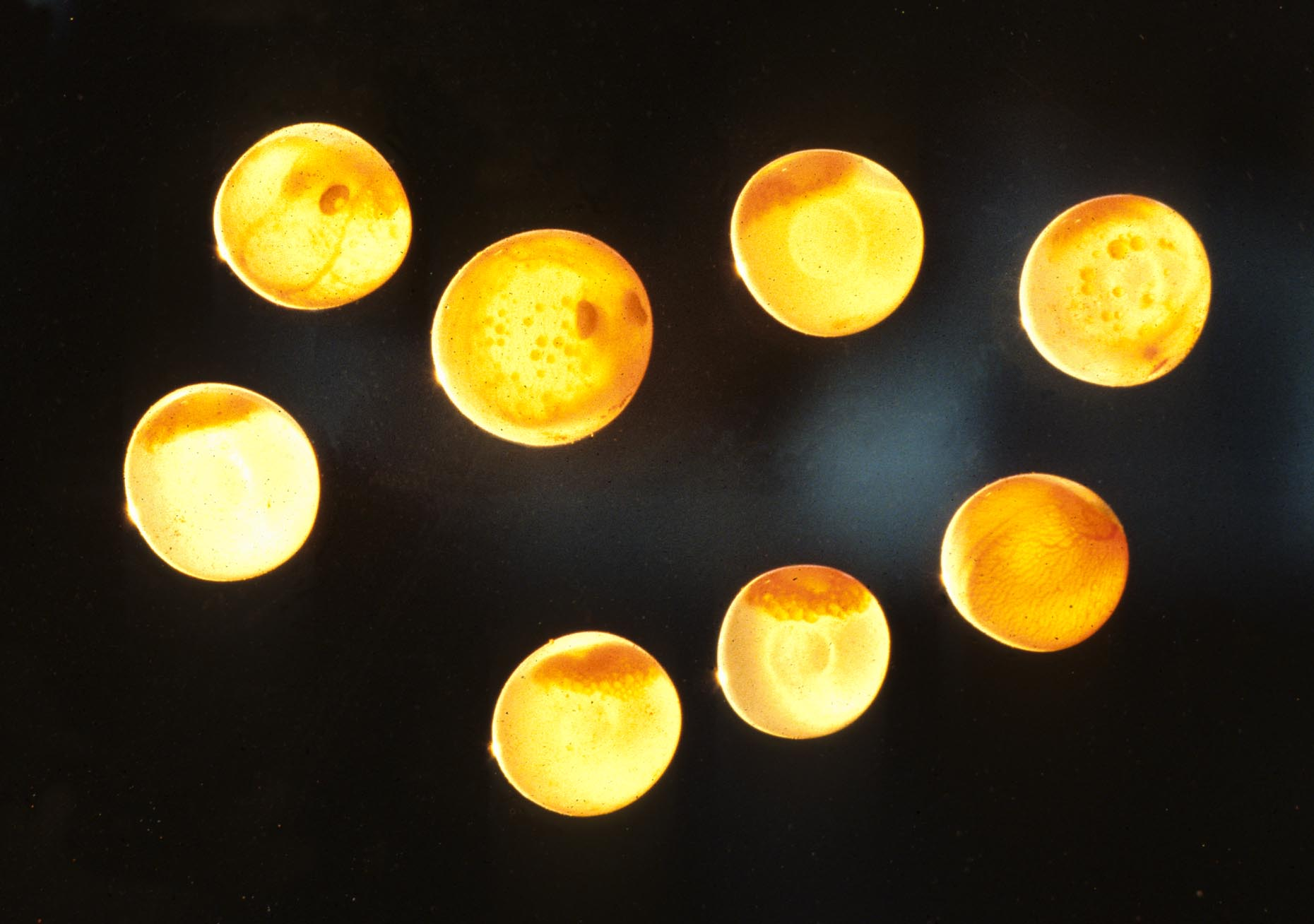
初期の発眼卵

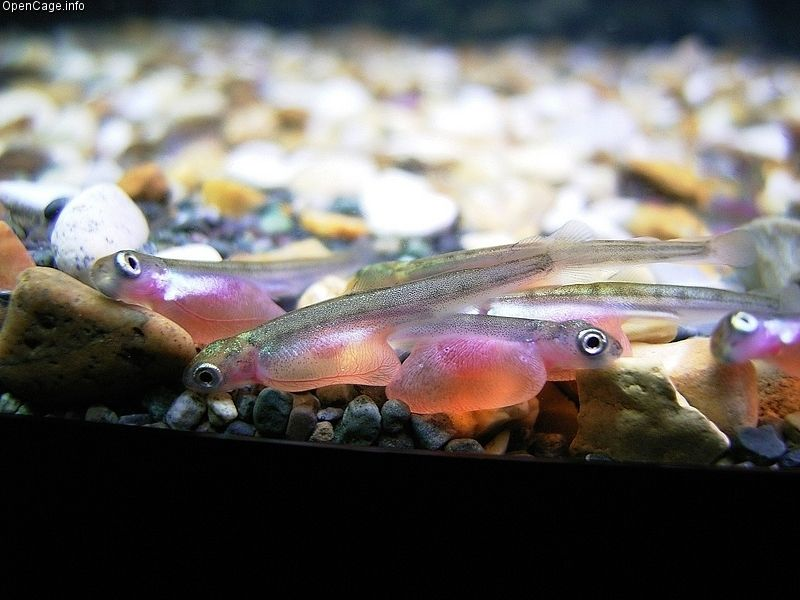
卵嚢を腹部に付けた稚魚

水が通り十分な酸素のある砂礫質の河床に形成された産卵床に産み付けられた粘着性の無い卵は、親魚には保護されず産卵後1ヶ月程度砂礫中で成長（発眼卵）する。卵嚢を腹部に付けた稚魚は、浮上するまでの数ヶ月卵嚢中の栄養分のみで成長する。シロザケの場合、積算水温約480℃、(8℃で60日)で孵化する。従来は、卵嚢中の栄養分だけで成長するとされてきたが、シロマス属のペリヤジではプランクトンを捕食している事が、孵化卵の養殖の過程で明らかとなっている。卵嚢が無くなった稚魚は3cmから5cm程度に成長すると砂礫から出て浮上する。

### スモルト化と降海
生後しばらくして体側面に斑点状の模様が1個または複数個あらわれた個体を、パー (parr) といい、斑点をパーマーク (parr mark) という。パーはさらに成長すると銀化（ぎんけ）してスモルト (smolt) になり、降海を開始する。銀化は一種の変態であり、皮膚にグアニンが沈着して体色が白くなるとともに、海水環境に適応するための器官が発達する。銀化は甲状腺ホルモンや成長ホルモン、コルチゾルによって引き起こされる。
多くの個体は銀化を経て海に下るが、中には銀化せずに川に留まる個体もいる。川を下り海に生活圏を求める個体を降海型、川（湖水）に生活圏を求めた個体を残留型と呼ぶ。かつては「陸封型」とも言われたが、同河川で降海するタイプもあるため川に残るタイプを「残留型」と呼ぶようになっている。ただし河川によってはダムなどの物理的要因や下流部の水温の問題で「陸封」されているものもある。有名なものではベニザケ Oncorhynchus nerka の残留型がヒメマスであり、サクラマス O. masou の残留型がヤマメである。ただ、全ての種に降海型と残留型が存在するわけではない。降海型は残留型よりもはるかに体が大きく、雄は産卵の際に有利である。しかし、残留型の雄が全く産卵に参加できないわけではない。降海型のペアが産卵しているところに小さな体を生かして忍び寄り、雌が卵を産んだ瞬間にペアの間に割り込んで、降海型の雄よりも先に卵に精子をかけるのである。たとえばサクラマスのそれにヤマメが割り込む例がよく知られる。従来は卵を食べる「子喰らい」として括られていた（実際に繁殖に参加していない産卵現場の卵を捕食することも知られる）。このような繁殖戦略をとる個体を、一般に生態学の言葉でスニーカーと呼ぶ。音を立てずに忍び寄ることを意味する英語スニーク(sneak)に由来する（靴のスニーカーと同じ語である）。

#### 残留の要因
残留型となる要因は複数あるが、単独の要因だけが作用するのではなく複数の要因が作用する事もある。
1. 物理的要因：河道閉塞などによる物理的な遮断、湖水流出経路が狭い。
日本での典型的な例は、十和田湖、中禅寺湖、琵琶湖。
2. 水温的要因：水温上昇により海に至る下流域での生存が不可能。
例として台湾に生息するタイワンマス、チミケップ湖と阿寒湖のヒメマス、田沢湖のクニマス。
3. 資源的要因：河川生息環境内の個体密度が低く相対的に十分なエサがある。
十分なエサが無いと（貧栄養状態）スモルト化し降海する事がヤマメ、アマゴ、ヒメマスなどで報告されている[18][19]。琵琶湖のビワマスが降海せず残留した理由は、流入河川では貧栄養状態であったが琵琶湖に十分なエサがあった事も重複した要因と考えられる。

### 海洋生活
降海後の母川回帰までの海洋での回遊経路は魚種により大きく異なる。古いサケ科魚類とされるサクラマス、サツキマスなどは主に沿岸域を回遊するが、新しいサケ科魚類とされるカラフトマスやマスノスケは広い海域を回遊する。回遊する海域は、日本海、オホーツク海、ベーリング海、北太平洋で海洋では、主に動物性プランクトンを食べて成長するが、イトウ、マスノスケなどは魚食性が強い。身（魚肉）のサーモンピンクと称される特有の色は、餌に含まれる色素に由来しているため、養殖魚で赤色色素を含まない餌を与えると、白身の魚肉となる。

### 母川回帰
サケ科魚類が「どの様に川を記憶し、帰ってきたことをどの様に判断しているのか？」は長年の謎で、遠洋では高精度な生体時計と地磁気コンパスと太陽コンパスにより自分の位置を割り出し回遊していると考えられている。母川の記憶と特定に関しては、最近の研究により徐々に解明されている。研究によれば、実際にベーリング海で捕獲・センサーを付け放流したシロザケは、直線的に根室まで回帰していた。また、網膜剥離による視覚妨害や鼻孔へのワセリン充填を行った放流魚の調査から、沿岸域を回遊するサクラマスでは視覚と嗅覚により各河川水に固有なアミノ酸成分（具体的な成分は不明）を識別し回帰し、遠洋を回遊するベニザケでは視覚により回帰していると考えられる。更に、このアミノ酸成分は河床の付着性微生物の集合体であるバイオフィルムが起源の一つであることが判明している。また、脳内の甲状腺刺激ホルモン放出ホルモンが母川のニオイの記銘に強く関与する可能性が示唆されている

### 早熟雄
種によって性的な成熟までの期間は異なるが、通常は2-6年の海洋生活で成熟し母川回帰する。しかし、通常の個体より早く1年の海洋生活で小型ながら性的に成熟し母川回帰する個体が現れる。この個体を英語では、ジャック（Jack）と呼ぶ。この早熟雄は河川での成長速度の速い個体から出現すると考えられる。一部の早熟雄は降海せず残留するが、同様な現象はサクラマス（降海型）-ヤマメ（残留型）だけでなく他のサケ科魚類でも起きている。また、性成熟によりスモルト化が阻害されることが実験的に確認されている。カラフトマスの遺伝的差異は、同じ回帰年の河川間の隔たりよりも回帰年による差異が大きいことが報告されているが、早熟雄の出現により遺伝的差異の大きな年産間の交流に役立っていると考えられる。

### 遡上と産卵

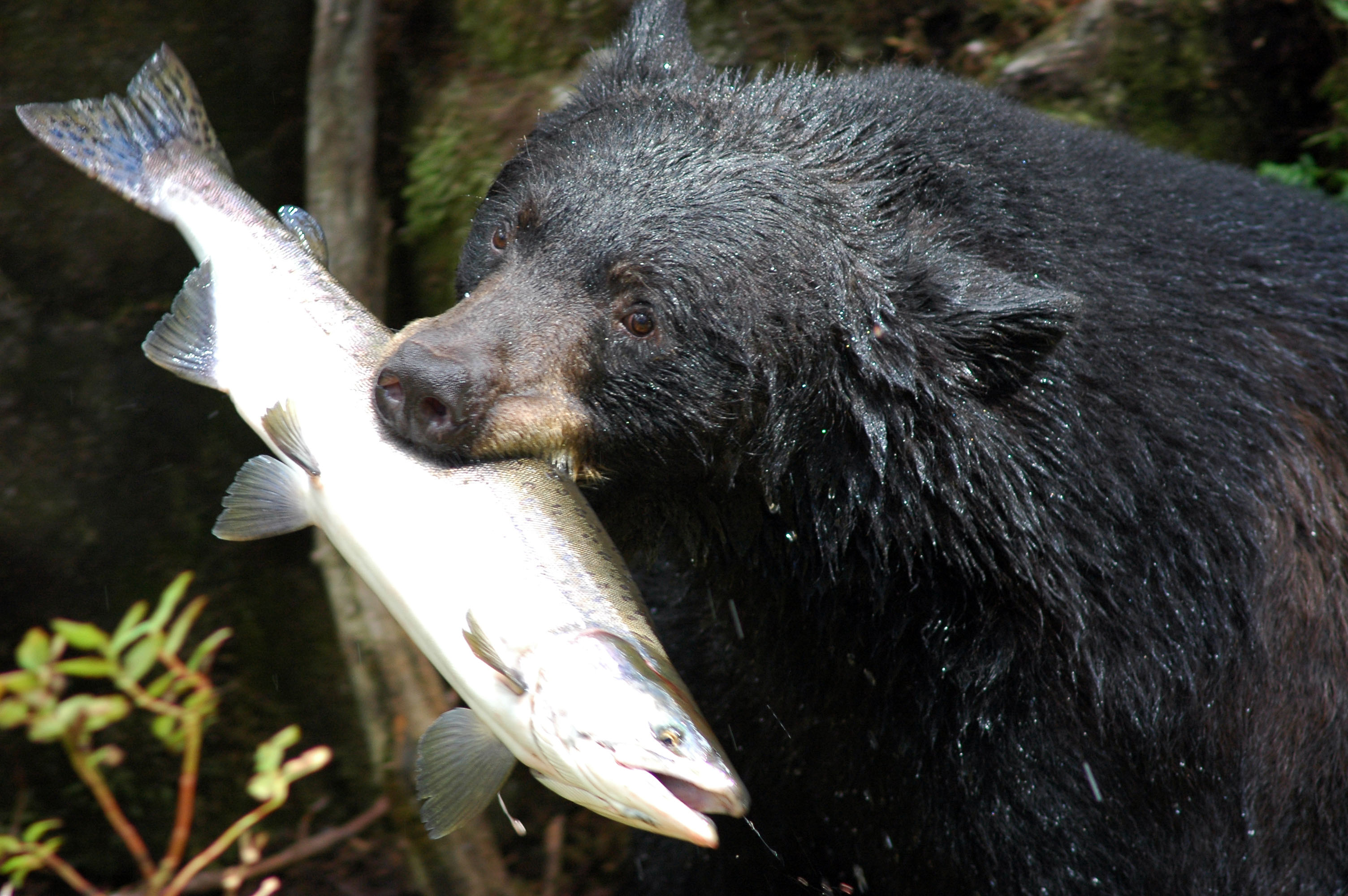
サケを捕食するアメリカグマ

シロザケを始めとする多くの種の降海個体は成熟してから川を上って産卵するまで絶食状態にあり、筋肉のタンパク質を分解してエネルギーを得ている。この時期のサケの体内では糖新生を促進するホルモンであるコルチゾルを盛んに分泌して、タンパク質や脂肪からエネルギー源になるグリコーゲンをつくっている。そのためシロザケやベニザケなど大半の種は産卵に残りの全エネルギーを使い果たして息絶えてしまう。ただし、同じサケ科でも大西洋サケ属のタイセイヨウサケ S.salar や、外来魚のブラウントラウトなどは何回も川登りと海降りを繰り返せる。同様にシロマス属では、ホワイトフィッシュ（釣り対象として有名）、シスコ（Cisco 北米原産）、シナノユキマス（北欧原産だが、日本導入時に独自命名）。イワナ属では、アメマス。イトウ属のイトウも、複数回の降海・遡上を行う例である。タイヘイヨウサケ属でも、ニジマスの降海型のスチールヘッド（テツ）にこうした生態が知られている。
- サケ科サケ属 : 河川と海洋間を1回行き来し、短命で産卵後はほぼ100%死亡、遡上後はエサを食わないと考えられている。
- サケ科イワナ属 : 河川と海洋を複数回往来し、産卵後も生存、長命、遡上後も餌を食う。
- サケ科イトウ属 : 河川と海洋を複数回往来し、産卵後も生存、長命、遡上後も餌を食う。
- サケ科タイセイヨウサケ属 : 河川と海洋を複数回往来し、産卵後も生存、長命、遡上後も餌を食う。

鮭児（ケイジ）やトキシラズとして知られる個体は、性的に未成熟であるにもかかわらず間違って遡上をしてしまった個体とされている。産卵床を形成する場所も種によって異なり、流れが弱い場所で湧水性を求めるものと、流れが速い場所で水通しを求めるものがある。
川に上る途中のサケや、産卵後の息絶えた魚体は、熊や狐など野生動物が冬を越すための貴重な栄養源となる。また川や湖、周囲の森に栄養分をもたらし、最終的には孵化後の稚魚が育つ助けとなる。このようにサケの定期的な遡上と死は、川周辺の生態系と一体化し、そのサイクルが成り立つための前提となっており、親個体の死は無駄になるわけではない（人間も、一部地方では死骸を肥料として利用することがあった。年によっては産卵後の死骸が多すぎて異臭を放ち、川浚いする必要があるためである）。
一部の河川では、ダム建設や近代の工業汚染によりサケが遡上しなくなったことから「カムバック・サーモン」キャンペーンが展開されたことがあった（豊平川などが有名）。

## 環境変化の影響
酸性雨や温暖化はサケ科魚類の種の存続に対し大きな影響を与えている。

### 酸性雨
魚種による差はあるが、サケ科魚類は浮上稚魚期のpH低下に弱い。河川生活性の高い魚種ほど耐酸性が高い傾向が報告されていて、魚種間では太平洋サケ属(ヒメマス、ホンマス、ニジマス)は耐酸性が低く、大西洋サケ属(イワナ、カワマス、ブラウントラウト)は耐酸性が高い。従って、酸性雨や酸性雪の融雪水による河川水のpH低下は、天然河川の生息数の減少だけでなく絶滅につながる深刻な問題となる可能性がある。同時に、養殖用水源にも影響を得る為、養殖業者への影響も懸念される。実際に、ヨーロッパやカナダでは、サケ科魚類が死滅した水域が多数報告されている。

### 温暖化
魚種による差異はあるが、孵化浮上期は10℃程度、稚魚・成魚の生息には18℃以下の冷涼な水域が生存の必須条件であるため、地球温暖化は深刻な問題となる。特に台湾に生息するタイワンマスはサケ科魚類の南限である事から水温の上昇による絶滅が懸念されている。また、日本の在来イワナのうちキリクチ個体群やゴギにおいても、元々は彼らより下流域に生息していたヤマメ・アマゴが水温上昇により上流域へと生息域を広げていることで、イワナの生息域が狭められている。

## サケとマス
今日の日本では辞書などにおいて日本語のサケに英語の salmon、日本語のマスに英語の trout が対応するとされている。しかし、この両者の概念の関係は複雑に錯綜している。例えば日本語でマスの部類として扱われているカラフトマスやサクラマスは英語ではそれぞれ Pink salmon（または Humpback salmon）、Cherry salmon と呼ばれ、salmon として扱われている。
この問題を解きほぐすには、両言語における初期の用例に遡る必要がある。
まず、日本語で元来サケとはシロザケ Oncorhynchus keta のみを指す概念であった。また、マスとは元来の日本語の使用空間であった本州、四国、九州及びその周辺島嶼において一般的に見られたもう一つの大型サケ科魚類、サクラマス O. masou masou 及びその亜種の降海型、降湖型であるサツキマス O. masou ishikawae、ビワマス O. masou rhodurus を指す概念だったのである。

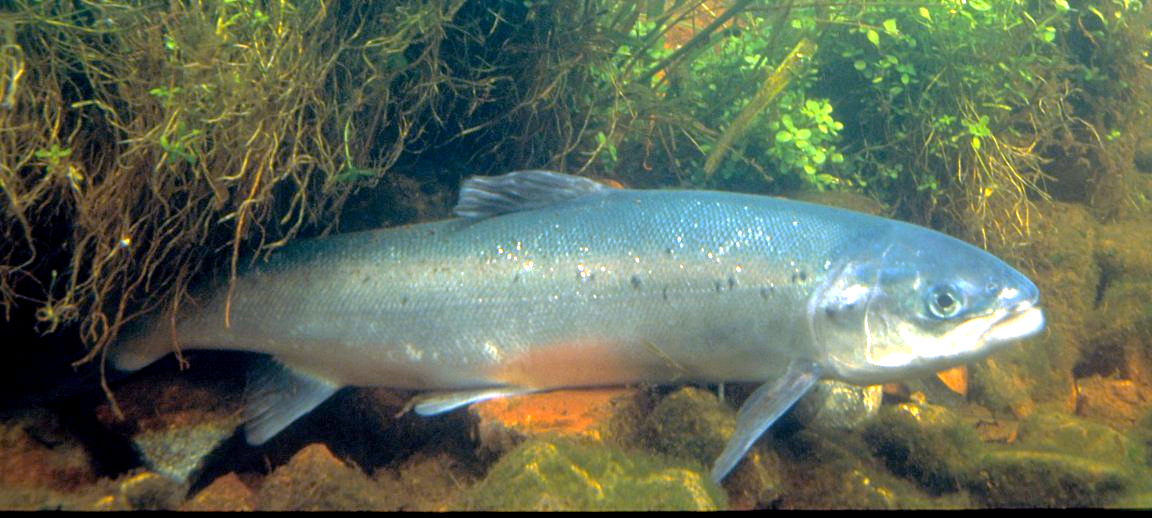
タイセイヨウサケ（アトランティックサーモン）

それに対して、英語の salmon とは元来ブリテン諸島に分布するタイセイヨウサケ Salmo salar 1種のみを指していたし、trout とは同様にブリテン諸島に分布するブラウントラウト S.trutta に他ならなかったのである。これらタイセイヨウサケ属の魚類のうち、タイセイヨウサケは大半が降海し、ブラウントラウトやその亜種群ではごく少数しか降海しない魚であった。
しかし、英語を母語とする人々の世界への拡散と植民地建設、明治以降の日本人の認識する世界の拡大によって、それまでイギリス人や日本人が知らなかったサケ科魚類に salmon、trout、サケ、マスといった語が割り振られていったのである。
まず、英語圏のアメリカ大陸への拡大によって英語話者とたくさんの種を擁するタイヘイヨウサケ属 Oncorhynchus やブリテン島には見られなかったブラウントラウト並みに大型のイワナ属 Salvelinus との接触が起きた。そして、タイセイヨウサケ同様に降海性のタイヘイヨウサケ属の魚には salmon、河川残留性のタイヘイヨウサケ属の魚や一部のイワナ属の魚には trout の呼称を当てていったのである。
一方、日本では幕末以降日本人の活動領域が北海道、樺太、千島列島と広がっていくにつれ、接触するタイヘイヨウサケ属の種も増加していった。それ以前から日本近海で漁獲されることもある O.tschawytscha がマスノスケと呼ばれていたように、日本人が新たに接触する大型サケ科魚類は「マス」扱いで名称がつけられるのが原則であった。
- salmon と呼ばれるようになったアメリカ大陸のタイヘイヨウサケ属で和名がマス扱いのもの
  - O. gorbuscha → Pink salmon：カラフトマス
  - O. tschawytscha → Chinook salmon：マスノスケ

その一方で、英語の salmon がサケ、英語の trout がマスと翻訳されるようになると、狭義のサケであるシロザケに加えて、日本人の活動領域であまり見られないタイヘイヨウサケ属の降海型大型種に対して、salmon の訳語として「サケ｣扱いの名称が与えられることになった。
- salmon と呼ばれるようになったアメリカ大陸のタイヘイヨウサケ属で和名がサケ扱いのもの
  - O. keta → Chum salmon：シロザケ
  - O. nerka  → Sockeye salmon：ベニザケ
  - O. kisutsh → Coho salmon：ギンザケ

また、本来の英語の概念拡大の傾向からは salmon 扱いとなっておかしくないサクラマスを本義とする「マス｣が trout の訳語とされると、英語の概念が日本語に逆流し、「マス｣とは非降海性のサケ類の呼称であるとの概念が生じてしまった。
- trout と呼ばれるようになった主なアメリカ大陸のタイヘイヨウサケ属とその和名
  - O. mykiss → Rainbow trout：ニジマス
- trout と呼ばれるようになった主なアメリカ大陸のイワナ属とその和名
  - S. fontinalis → Brook trout：カワマス

特に今日の都市部の日本人の多くには、漁獲が激減しているサクラマスは身近ではなくなり、マスと言えば観光地のニジマス釣りの方が想像しやすくなっていると言えよう。そのため「海から遡上してくる大きなサケ」に、「清流に住む小さなマス」という印象もまた、支配的になっている。
そのためであるのか、昔からマスノスケというれっきとした和名を持つ魚が、今日の日本の鮮魚市場ではキングサーモンの呼称で流通している。また、アメリカ大陸ではニジマスの降海型で大型化して遡上する個体を英語でSteelheadと呼び習わしてきたが、養殖ニジマスを海に降ろして降海型として育てたものがサーモントラウトの商品名で流通している。近年大衆的な寿司屋などで見かける「サーモン」というタネのほとんどはこれらのサーモン類であるため、「鮭の握り」というような呼び方はまずされることがない。
日本では、サーモンと総称されるサケ類の年間消費量は約10万トンに達している。「好きな回転寿司ネタ」で2017年まで6年連続で首位となるほどの人気（マルハニチロ調べ）で、東京にはサーモン丼専門店も開業している。こうした需要に対応するため、日本各地では内陸養殖されるニジマスやトラウトサーモンを含めて、100種類以上の「ご当地サーモン」（長野県の信州サーモンなど）が登場している。
なお肉の色に関して「サケは赤くて、マスは淡いピンクである」というのもよく言われる説である。上記のような商品としての名称の混乱は、見た目にわかりやすい肉の色を優先して名づけることが一因であろう。しかしこの特徴は後天的なもので、これはエビ・カニといった甲殻類が持つカロテノイド色素であるアスタキサンチンによるものである。ベニサケを白身の魚肉だけで育てた場合、ほとんど赤くない肉が得られる。ちなみにオームリやホワイトフィッシュ、シナノユキマスなどのコレゴヌス属は、ビワヒガイやワタカ等のコイ科に近い、サケ科とはかけ離れた外貌で、肉質もタラのように白い身である。

### 代表的なサケマスの和名・英名対応表
| 和名（陸封型） | 和名（降海型）         | 英名（陸封型）          | 英名（降海型）            | 学名                         |
| -------------- | ---------------------- | ----------------------- | ------------------------- | ---------------------------- |
| ―              | シロザケ（アキザケ）   | ―                       | チャムサーモン            | Oncorhynchus keta            |
| ―              | ギンザケ               | ―                       | シルバーサーモン          | Oncorhynchus kisutch         |
| ヒメマス       | ベニザケ               | Kokanee salmon          | Sockeye salmon            | Oncorhynchus nerka           |
| クニマス       | ―                      | Black kokanee           | ―                         | Oncorhynchus kawamurae       |
| ヤマメ         | サクラマス（ホンマス） | Yamame                  | Masu salmon, Cherry trout | Oncorhynchus masou masou     |
| アマゴ         | サツキマス             | Red-spotted masu salmon | サツキマスサーモン        | Oncorhynchus masou ishikawae |
| ビワマス       | ―                      | ビワトラウト            | ―                         | Oncorhynchus masou rhodurus  |
| ―              | タイセイヨウサケ       | ―                       | アトランティックサーモン  | Salmo salar                  |
| ニジマス       | トラウトサーモン       | レインボートラウト      | スチールヘッド            | Oncorhynchus mykiss          |
| ―              | カラフトマス           | ―                       | ピンクサーモン            | Oncorhynchus gorbuscha       |
| ―              | マスノスケ             | ―                       | キングサーモン            | Oncorhynchus tshawytscha     |
| ―              | チャマス               | ―                       | ブラウントラウト          | Salmo trutta                 |

参考資料：代表的な和名・英名については魚食普及推進センター、学名については『改訂新版 サケマス・イワナのわかる本』を参照した（ビワマスの学名のみ国立環境研究所・侵入生物データベースによる）。

## 異種交配

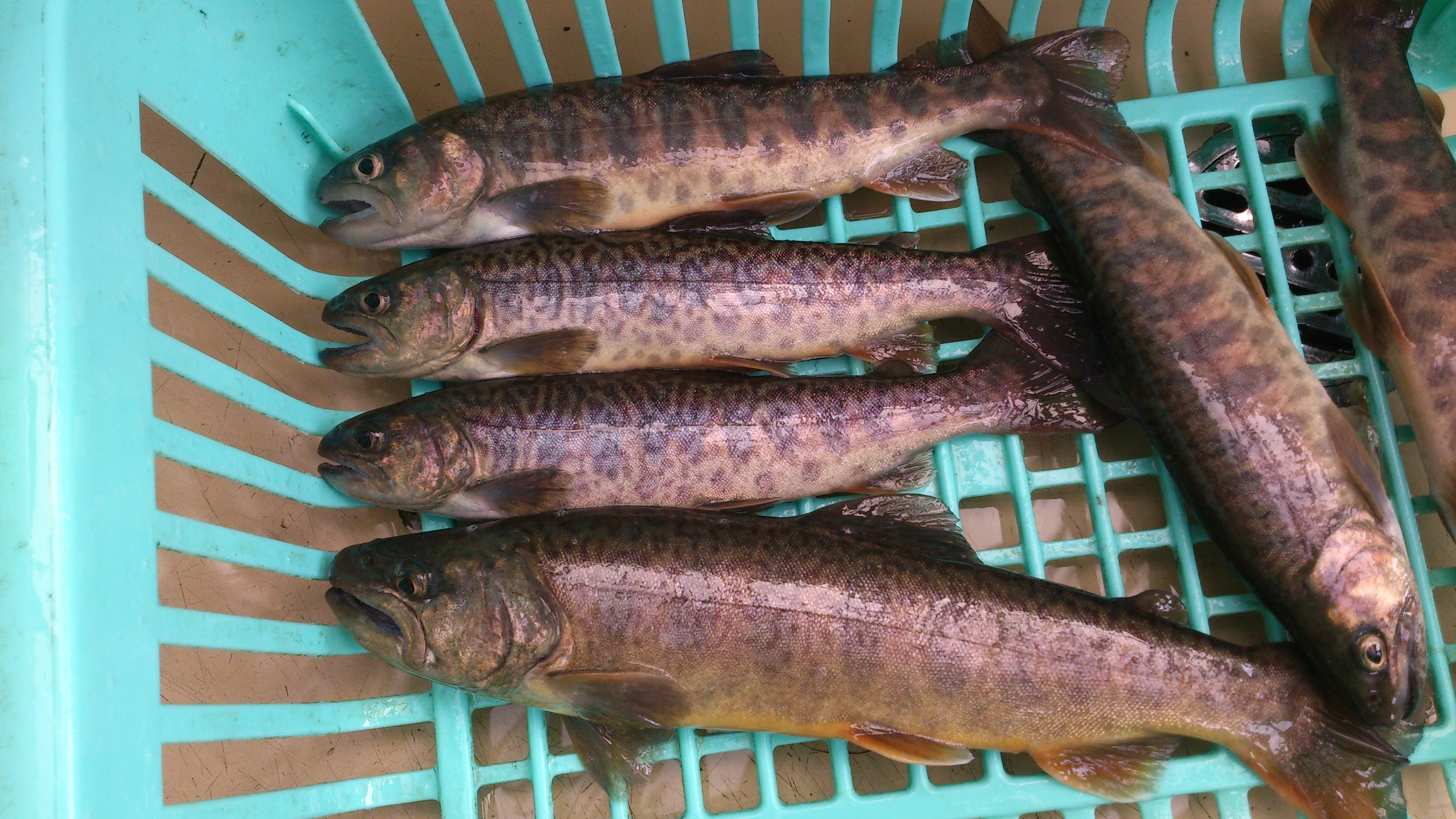
カワサバ（イワナ×ヤマメ）

自然状態での産卵期と産卵場所の重複（有名なのはイワナとヤマメの交雑魚「カワサバ」）や、人工養殖の際に、耐病性向上、生産性向上などを目論見、異種交配により雑種を生じる。しかし、組合せによっては致死性の雑種を生じ、受精卵が孵化しなかったり、仔魚期に斃死する組合せがある。また、養殖の際は養殖魚が自然界に逃げ出し、さらなる交雑個体が生じないようにするため、不妊化処理を施した生殖能力を持たない3倍体メスを作出することが多い。
| leucomaenis イワナ(white-spotted char) | fontinalis カワマス (Brook trout)                 | mykiss ニジマス (Rainbow trout) | masou masou サクラマス・ヤマメ (masu salmon) | masou ishikawae サツキマス・アマゴ (Amago Salmon) | gorbuscha カラフトマス (pink salmon) | nerka ベニザケ・ヒメマス (Sockeye salmon) | keta サケ (chum salmon) | kisutsh ギンザケ (coho salmon) | tshawytscha マスノスケ (king salmon) | trutta ブラウントラウト (Brown trout) | salar タイセイヨウサケ (Atlantic Salmon) |        |        |
| メス (female)                          |                                                   |                                 |                                              |                                                   |                                      |                                           |                         |                                |                                      |                                       |                                          |        |        |
| イワナ属 (Salvelinus)                  | leucomaenis イワナ(white-spotted char)            | 同一種                          | O                                            | X                                                 | O カワサバ                           | O                                         |                         | X                              | X                                    |                                       |                                          | O      |        |
| イワナ属 (Salvelinus)                  | fontinalis カワマス (Brook trout)                 | O                               | 同一種                                       | X                                                 | O                                    | O                                         |                         | X                              | X                                    | O                                     |                                          | X      | X      |
| サケ属 (Oncorhynchus)                  | mykiss ニジマス (Rainbow trout)                   | O                               | O                                            | 同一種                                            | O                                    | O                                         | O                       | X                              | X                                    | X                                     |                                          | X      | X      |
| サケ属 (Oncorhynchus)                  | masou masou サクラマス・ヤマメ (masu salmon)      | O カワサバ                      | X                                            | X                                                 | 同一種                               | O                                         |                         | X                              | X                                    | O                                     | O                                        | X      |        |
| サケ属 (Oncorhynchus)                  | masou ishikawae サツキマス・アマゴ (Amago Salmon) | O                               | O                                            | X                                                 | O                                    | 同一種                                    |                         | X                              |                                      |                                       |                                          | O      |        |
| サケ属 (Oncorhynchus)                  | gorbuscha カラフトマス (pink salmon)              | X                               |                                              |                                                   |                                      |                                           | 同一種                  | O                              | O                                    |                                       | O                                        |        |        |
| サケ属 (Oncorhynchus)                  | nerka ベニザケ・ヒメマス (Sockeye salmon)         | X                               | X                                            | X                                                 | X                                    | X                                         | O                       | 同一種                         | O                                    | O                                     | O                                        | X      |        |
| サケ属 (Oncorhynchus)                  | keta サケ (chum salmon)                           | X                               | X                                            | X                                                 | X                                    |                                           | O                       | O                              | 同一種                               | O                                     | X                                        |        | X      |
| サケ属 (Oncorhynchus)                  | kisutsh ギンザケ (coho salmon)                    |                                 | X                                            | X                                                 |                                      |                                           | O                       | O                              | X                                    | 同一種                                | O                                        | X      | X      |
| サケ属 (Oncorhynchus)                  | tshawytscha マスノスケ (king salmon)              |                                 |                                              |                                                   | O                                    |                                           | O                       | O                              | X                                    | O                                     | 同一種                                   |        |        |
| タイセイヨウサケ属 (Salmo)             | trutta ブラウントラウト (Brown trout)             | O                               | O タイガートラウト                           | X                                                 | O                                    | O                                         |                         | X                              |                                      | X                                     |                                          | 同一種 | O      |
| タイセイヨウサケ属 (Salmo)             | salar タイセイヨウサケ (Atlantic Salmon)          |                                 | O                                            | X                                                 |                                      |                                           |                         |                                | X                                    | X                                     |                                          | O      | 同一種 |

注記：同一種の組合せは生存。O - 生存性 (survivability) , X - 致死性 (Fatality)

## 南半球のサケ類
サケ類は北半球固有の種であり、かつて南半球には存在しなかった。アメリカ合衆国では、19世紀から北半球の国々と気候、地形が似通った地域を選定し導入を進めてきた経緯があるが、ニュージーランドでマスノスケ、ブラウントラウトが定着したほかは回帰率が極めて不良で、商業的な成功を観ることはなかった。こうした失敗の中で、チリは自然放流からニジマスを主とする海面養殖事業へ転換。2005年現在では世界第2位の養殖出荷高を誇る生産規模へ成長した。

## 利用
薄紅色の肉、および卵である筋子は様々な料理に用いられる。日本では塩を用いてあらかじめ加工された塩鮭の形で消費されることが多いが、生のまま調理しても美味である。後述のように、刺身での利用も広がりつつある。また、日本でサケ（トラウトサーモン）として販売されている輸入品サケ類の一部は、元来は自然分布域ではなかった南アメリカ大陸のチリで、日本の国際協力機構(JICA)の支援により養殖されたものがあるが、シロザケではなく海面養殖されたニジマスやギンザケである。

### 塩鮭
元来は保存目的の塩漬けであるが、保存技術の発達した現在でも、風味などの点から塩で加工される。
- 新巻鮭：冷凍技術が発達していなかった頃、産卵期に川で大量に漁獲されるシロサケ（秋味）を保存するため、内臓を抜き塩をつめた。
- 山漬：北海道の特産品。内臓を抜き塩を詰めた鮭を、塩と交互に挟む形で脱水および熟成させたもの。山のように積むことから「山漬」と呼ばれる。美味だが、非常に手間がかかる上に脱水が強いため歩留まりが悪く、コスト高となる。そのため一時期は生産がほとんどなくなったが、高級食材として復活しつつある。
- 塩引き鮭：新潟県村上市の特産品。内臓を取り除いて水洗いした鮭に塩をすり込み、1週間ほどおいた後流水に浸して余分な塩を抜き、軒先などで数週間干し上げたもの。干し上げの際、村上地方の季節風が低温発酵を促すため、鮭の持つアミノ酸が旨味成分へと変化し、熟成・凝縮された風味を生み出す[38]。
- 定塩法：店頭で販売されている塩鮭の多くはこの定塩法による。これは、鮭半身を塩水に浸け、塩分を滲み込ませることで塩味をつけるという加工法である。新巻、山漬と比較して塩分が均等になる（=定塩）、歩留まりが良いなどの長所があるが、新巻、山漬と違い味が熟成されず、水っぽいという短所も見られる。

### 料理
- 切り身などを焼く。塩鮭を用いることが多い。
  - 焼いた身をほぐしたものは、おにぎりやお茶漬けの具としても用いる。
- 石狩鍋：北海道の郷土料理。味噌仕立ての鍋。
- ちゃんちゃん焼き：北海道の郷土料理。鉄板で焼いたもの。グルメ番組の紹介で広まった、比較的新しい郷土料理。
- ムニエル
- スモークサーモン
  - ピザなどの具材としても利用される。
- マリネ
- 刺身
  - 身をわざと凍らせたまま供する物はルイベと呼ばれる。元来は寄生虫対策（凍らせることにより寄生虫を殺す）である。
- 寿司
  - サケ類には寄生虫がいるため、日本にはもともと生食する習慣が無かったが、1985年にノルウェー王国のThor Listau漁業大臣が、マーケティング従事者のビョーン・エイリク・オルセンを中心とする「プロジェクトジャパン」を結成し、安心して生食できるノルウェーサーモンを日本に売り込んだ[39]。日本でのサーモンの普及は、太平洋鮭との差別化を図るため「鮭」ではなく「サーモン」として提供することから始まった。1995年頃から日本で人気を集め始め、すしブームの波に乗って世界的に広がった。特に回転寿司を通じての普及が目立ち、ノルウェー産サーモンの認知度向上に大きく貢献した。ノルウェーのイェンス・ストルテンベルグ首相が2012年に来日し、東京の回転寿司店でサーモン寿司を振る舞うイベントも行われた。このような取り組みは、サーモンを日本の食文化の一部として定着させるのに大きく寄与した。また、ノルウェー産サーモンはその品質の高さで知られ、回転寿司だけでなく、高級寿司店でも使用されるようになった。
- 冬葉（とば）：乾燥した身。通常のいわゆる干物と異なり、水分をほとんど残さない。
- 腹須（ハラス）：脂ののった腹の肉。居酒屋の定番メニュー。
- 川煮：遡上したブナ入りを厚めに輪切りにし、醤油ベースの出汁で簡単に煮込んだもの。調理法が簡単なため、同様の料理が各地にある。
- 筋子：卵を生食する。比較的高級な食材。
  - イクラ：卵を粒にほぐし、味をつけたものはイクラと呼ばれる。
    - イクラ丼：白い飯をイクラでおおったもの。
    - 軍艦巻：寿司の高級ネタのひとつ。

なお、上記のブラウンマスはサケの「子喰らい」や「稚魚喰らい」のために害魚扱いされているが、サクラマスやビワマスには劣るとはいえ食味は悪くない。また北海道近海を回遊しているアムール川系のシロザケが、鮭児（けいじ）の名で流通することがある。これは魚齢が若く、精巣・卵巣が未成熟であるものが大半である。

## 寄生虫
海洋産のサケ類の肉には寄生虫（アニサキス幼虫）がいることがある。
アニサキスはクジラ・イルカ類を終宿主とする寄生虫であり、サケ類はアニサキス幼虫に寄生されたオキアミ類を捕食することで感染するため、通常は陸封型のサケ類にアニサキス幼虫は寄生していない。アニサキス幼虫は高温に弱く、摂氏60度以上で数分間加熱すれば死滅するとされる。また冷凍でも-20度以下で長時間保存すれば死滅するため、厚生労働省では、-20度以下で24時間以上冷凍することを指導している。
近年、チルド輸送技術の発達により、生に近い新鮮な状態のサケ類が入手できるため、アニサキス幼虫の感染の危険性は上昇したと考える識者もいる。摂氏2度程度では40-50日間生きつづけた記録がある。また、酢や塩で死滅させることはできず、ワサビもアニサキス幼虫一匹に対し100グラムほど使用しなければ効果がない。生食する際は十分な注意が必要である。
なお、アニサキス寄生による症状はアレルギー反応と考えられており、生きた虫体はもちろん、加熱して死んだ虫体にも抗原性が残っているので、食べるとアレルギー症を発生する可能性がある。
他にもサナダムシ（裂頭条虫類）の幼虫が寄生していることがある。
いずれにしても養殖技術が発達した現在においては、養殖で育ったものには寄生虫がいる可能性が少ないとはいえ、生食するのであれば一旦冷凍されたものであることを確認する方が安全である。

## 文化

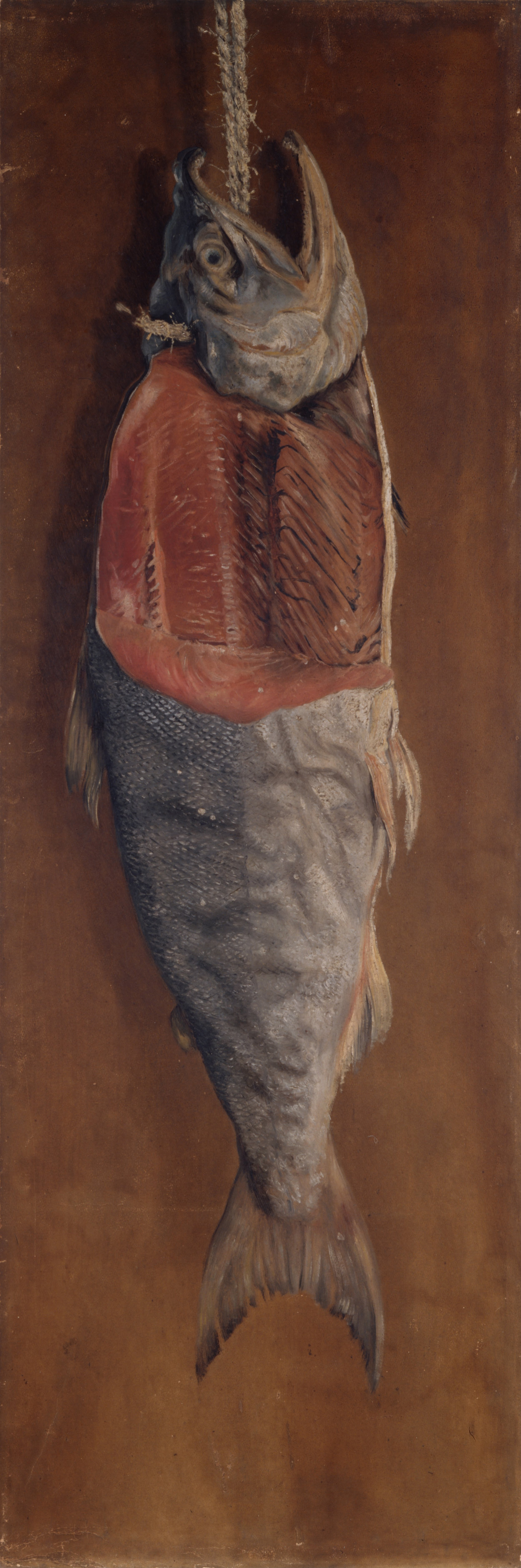
高橋 由一（鮭）

### 「鮭」、または「鮭図」
明治時代の画家高橋由一による油彩画。日本油彩画の金字塔として知られる。高橋由一は鮭の絵を好んで書いており、彼およびその弟子の手による「鮭図」は10点ほどが現存する。東京芸術大学所蔵のものは重要文化財に指定されている。このほかに、北海道大学に1点所蔵されている。

### サケ釣り
現在日本国内で遊漁としての鮭釣りが楽しめるのは、遡上数が国内最大で魚影も濃いとされる北海道地域の場合、河川内はもとより、大半が河口制限があるためこの制限範囲外の港湾や海岸等に限られる（一部許可された区域、期間を除く）が、豪快な引き味が楽しめる。河口制限の範囲は各都道府県の河川毎に異なるため、注意書きのある看板がある場合はこれに従う、国内ではいくつかの河川で『有効利用調査釣り』を実施している。これらの河川では行政が管理・運営をし、事前登録で許可された人が『有効利用調査』という名目で釣りが許されている。それ以外の者が河川でサケを捕獲すると罰せられる

## ギャラリー

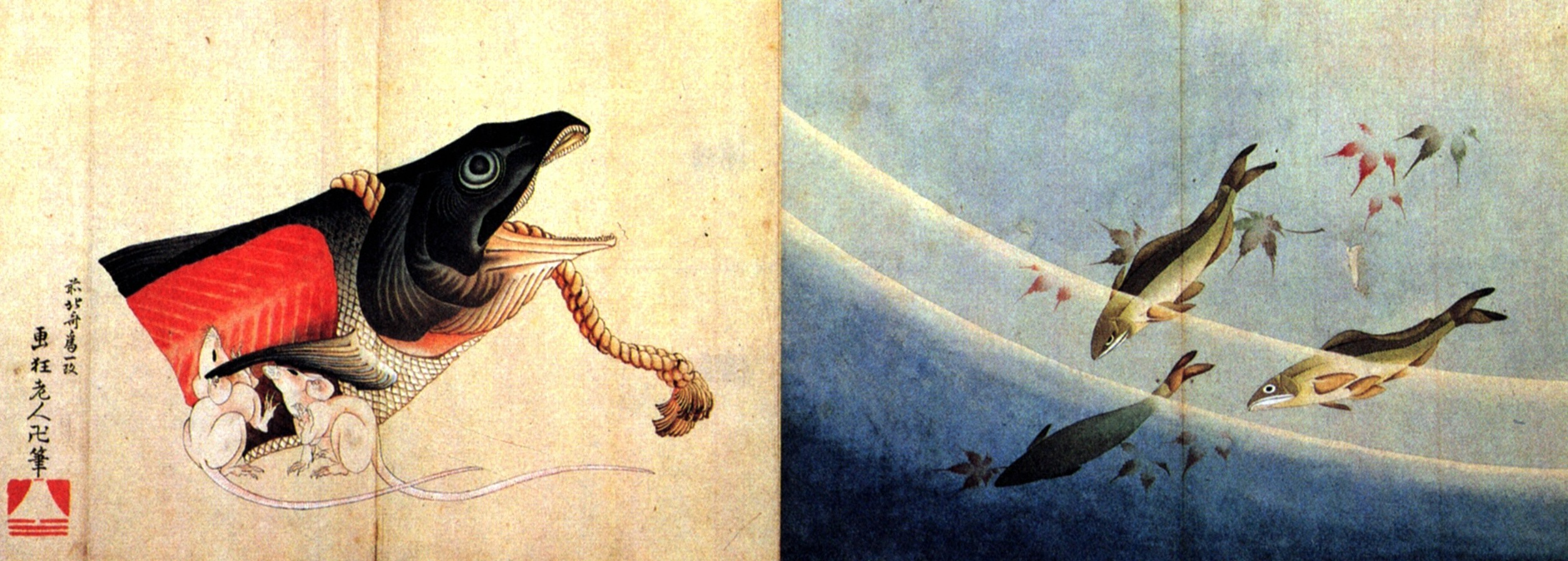
葛飾北斎画：肉筆画帖：『塩鮭と鼠』『鮎と紅葉』